# Estret de Femern
L'estret de Femern (en danès Femern Bælt, en alemany Fehmarnbelt) és un estret de la mar Bàltica situat entre l'illa alemanya de Fehmarn (Femern en danès) i la danesa de Lolland, connectant les badies de Kiel i Mecklenburg. L'estret fa uns 18 quilòmetres d'amplada i la seva fondària oscil·la entre els 20 i els 30 metres. Els corrents són febles i depenen principalment del vent.
El 29 de juny del 2007 els governs d'Alemanya i Dinamarca van acordar la construcció d'un enllaç fix que substitueixi l'actual ferri entre Puttgarden i Rødby, millorant la comunicació i estalviant una hora en el trajecte. Segons el projecte aprovat pel Parlament de Dinamarca el 2011 per una amplísima majoria, es construiria un túnel amb tres tres unitats independents, dues utilitzades per una autopista de dos carrils per sentit i la tercera per construir una línia de ferrocarril de doble via, amb un cost de 5.100.000.000 € i entrada en servei prevista per a l'any 2020.